# Marmorerad bilbuk
Marmorerad bilbukfisk (Carnegiella strigata) ingår i familjen bilbukfiskar, Gasteropelecidae.. Marmorerad bilbukfisk blir ca 3,5 cm lång. Den kännetecknas liksom andra arter i familjen av ett djupt bröstparti, långa bröstfenor och en från sidorna kraftigt hoptryckt kropp. Utmärkade är särskilt de mörka tvärbanden på sidorna. Andra arter i familjen är enfärgade. Arten finns i Suriname, Guyana, och längs Amazonfloden uppströms till Peru, Bolivia och Colombia.
Arten vistas vanligen nära vattenytan och den kan hoppa så att det ser ut som om den flyger. Födan består antagligen av blommor, andra växtdelar och insekter. Vikten går upp till 15 g. Honor lägger ägg vid högvatten mellan december och mars. Fortplantningen börjar när individen är cirka 3,0 cm lång. Per tillfälle läggs ungefär 65 ägg.
För beståndet är inga hot kända. IUCN listar arten som livskraftig (LC).